# Star Wars: Příběhy z podsvětí
Star Wars: Příběhy z podsvětí (v anglickém originále Star Wars: Tales of the Underworld) je americký animovaný antologický seriál vydávaný na Disney+, který vytvořil Dave Filoni. Je součástí mediální franšízy Star Wars. Je to třetí seriál této anthologické série, který byl oznámen v dubnu 2025. Stejně jako jeho předchůdci je rozdělen do dvou příběhových oblouků: jeden sleduje Asajj Ventress (namluvila Nika Futterman) a druhý Cada Banea (namluvil Corey Burton).
Tales of the Underworld byl vydán 4. května 2025, zatímco první dvě epizody byly vydány ve Fortnite v herním zážitku 2. května 2025. První epizoda byla promítnuta pro účastníky Star Wars Celebration Japan v dubnu. 

## Premisa
Lady Asajj Ventress a její žlutý světelný meč se vrací spolu s nechvalně známým rychle tasícím Cadem Banem v nové antologii animovaných krátkých filmů.

## Postavy a obsazení podle dílu

### Cesta vpřed
- Nika Futterman (v českém znění Nina Horáková[3]) jako Asajj Ventress, bývalá hlavní vykonavatelka hraběte Dooku, nyní nájemná lovkyně z druhu dathomirských Zabraků
- Lane Factor (v českém znění Filip Antonio[3]) jako Lyco Strata, mladý lidský jedijský padawan, přeživší rozkazu 66
- Tudi Roche (v českém znění  Vanda Károlyi[3]) jako Cort, lidská prodavačka lodních jízdenek
- Barbara Goodson (v českém znění Miluše Šplechtová[3]) jako Matka Talzin, vudkyně klanu Sester noci z druhu dathomirských Zabraků, nyní v podobě duchů
- Al Rodrigo (v českém znění  Milan Kačmarčík[3]) jako Quinlan Vos, rytíř Jedi z druhu Kiffar a bývalý učedník Ventress v temné straně
- Daniel Ross (v českém znění Jiří Štrébl[3]) jako Inkvizitor, lovec Jediů

### Přátelé
- Nika Futterman (v českém znění Nina Horáková[3]) jako Asajj Ventress, bývalá hlavní vykonavatelka hraběte Dooku, nyní nájemná lovkyně z druhu dathomirských Zabraků
- Lane Factor (v českém znění Filip Antonio[3]) jako Lyco Strata, mladý lidský jedijský padawan, přeživší rozkazu 66
- Clare Grant (v českém znění Helena Němcová) jako Latts Razzi, nájemná lovkyně z druhu Theelinů, která v minulosti spolupracovala s Ventress

### Válečník válečníkovi
- Nika Futterman (v českém znění Nina Horáková[3]) jako Asajj Ventress, bývalá hlavní vykonavatelka hraběte Dooku, nyní nájemná lovkyně z druhu dathomirských Zabraků
- Lane Factor (v českém znění Filip Antonio[3]) jako Lyco Strata, mladý lidský jedijský padawan, přeživší rozkazu 66
- Tony Amendola (v českém znění Miloslav Mejzlík[3]) jako dědeček, lidský veterán Klonových válek a bývalý důstojník Separatistické armády
- Ellie Araiza (v českém znění Olivie Coco Rafajová[3]) jako vnučka

### Dobrý život
- AJ Locascio (v českém znění Jan Battěk[3]) jako Colby, malý kluk z druhu Durosů, žijící na ulici planety Duro se svým kamarádem Nirem a budoucí Cad Bane
- Eric Lopez (v českém znění Josef Fečo[3]) jako Niro, malý kluk z druhu Durosů, žijící na ulici planety Duro se svým kamarádem Colbym
- Philip Anthony-Rodriguez (v českém znění  Milan Kačmarčík[3]) jako Lazlo, šéf geangu z druhu Durosů, který naverboval Colbyho s Nirem

### Obrat k dobrému
- Corey Burton (v českém znění Jakub Saic[3]) jako Cad Bane, mladý člen Lazlova gangu z druhu Durosů
- Artt Butler (v českém znění Jan Teplý ml.[3]) jako Niro, mladý zástupce šerifa na planetě Duro z druhu Durosů
- Dawn-Lyen Gardner (v českém znění Radka Přibyslavská[3]) jako Arin, členka Lazlova gangu z druhu Durosů a Cadova přítelkyně
- Philip Anthony-Rodriguez (v českém znění  Milan Kačmarčík[3]) jako Lazlo, šéf geangu z druhu Durosů

### Jeden dobrý skutek
- Artt Butler (v českém znění Jan Teplý ml.[3]) jako Niro, šerif na planetě Duro z druhu Durosů
- Corey Burton (v českém znění Jakub Saic[3]) jako Cad Bane, gangster z druhu Durosů
- Oscar Camacho (v českém znění Aleš Kaizner[3]) Vance, zástupce šerifa
- Idris Keith (v českém znění Jonáš Theimer[3]) jako Isaac, malý syn Nira
- Gwendoline Yeo (v českém znění Marie Křížová[3]) jako starostka z druhu Durosů
- Jason Hightower (v českém znění Jiří Štrébl[3]) jako Tay Grutty, člen Cadova gangu

Seriál přeložil do češtiny Pavel Klimeš. České znění režírovala Radka Přibyslavská.

## Seznam dílů
| Č. v seriálu | Původní název          | Český název          | Režie                | Scénář                                     | Premiéra na Disney+ |
| ------------ | ---------------------- | -------------------- | -------------------- | ------------------------------------------ | ------------------- |
| 1            | A Way Forward          | Cesta vpřed          | Saul Ruiz            | námět: Dave Filoni scénář: Matt Michnovetz | 4. května 2025      |
| 2            | Friends                | Přátelé              | Steward Lee          | námět: Dave Filoni scénář: Matt Michnovetz | 4. května 2025      |
| 3            | One Warrior to Another | Válečník válečníkovi | Nathaniel Villanueva | námět: Dave Filoni scénář: Matt Michnovetz | 4. května 2025      |
| 4            | The Good Life          | Dobrý život          | Saul Ruiz            | námět: Dave Filoni scénář: Matt Michnovetz | 4. května 2025      |
| 5            | A Good Turn            | Obrat k dobrému      | Steward Lee          | námět: Dave Filoni scénář: Matt Michnovetz | 4. května 2025      |
| 6            | One Good Deed          | Jeden dobrý skutek   | Nathaniel Villanueva | námět: Dave Filoni scénář: Matt Michnovetz | 4. května 2025      |